# Pachodus filigranus
Pachodus filigranus är en insektsart som beskrevs av Rauno E. Linnavuori 1961. Pachodus filigranus ingår i släktet Pachodus och familjen dvärgstritar. Inga underarter finns listade i Catalogue of Life.